# Ślinianka podjęzykowa mniejsza
Ślinianka podjęzykowa mniejsza, ślinianka podjęzykowa wieloprzewodowa (glandula sublingualis minor, glandula sublingualis polystomatica) – jeden z gruczołów wytwarzających ślinę.
Wraz z ślinianką podjęzykową większą zalicza się do ślinianek podjęzykowych, gruczołów ślinowych leżących pod śluzówką jamy ustnej w okolicy jej zachyłka podjęzykowego bocznego. W odróżnieniu od ślinianki podjęzykowej większej, gruczołu o pojedynczym przewodzie wyprowadzającym uchodzącym do jamy ustnej na mięsku podjęzykowym, ślinianka podjęzykowa mniejsza posiada wiele przewodów wyprowadzających. Właściwie składa się z samodzielnych pakietów gruczołowych, z których każdy oddzielnym od innych rzewodem wydziela ślinę do jamy ustnej w okolicy podjęzykowej.
Przeżuwacze cechują ślinianką podjęzykową mniejszą ulokowaną przyśrodkowo i górnie od ślinianki podjęzykowej mniejszej. U żyrafy gruczoł wieloprzeowodowy leży do tyłu od ślininki podjęzykowej większej, jak też nieco niżej. Sięga on aż do 3 trzonowca. U świni i drapieżnych ślinianka mniejsza leży zewnętrznie, od strony kąta ust. U drapieżnych buduje ją wiele odrębnych pakietów, rozmieszczonych między żuchwą i mięśniem rylcowo-językowym, a przewody ich uchodzą po bokach języka.

Przeczytaj ostrzeżenie dotyczące informacji medycznych i pokrewnych zamieszczonych w Wikipedii.